# Fernando Arreaza
Rafael Fernando Arreaza Ortega, más conocido como Fernando Arreaza (Caracas, 13 de junio de 1965), es un periodista deportivo y locutor venezolano experto en béisbol y fútbol. También narra baloncesto y boxeo. Conocido con el apodo de "El Recio" calificativo colocado por el comentarista deportivo venezolano Carlos Alberto Hidalgo Meleán.

## Primeros años y carrera
Desde niño siempre tuvo inclinación por el deporte. Estudió en un colegio de sacerdotes donde se practicaba mucho el fútbol y constantemente presionaba a su madre para que lo llevara en las tardes, después de realizar sus tareas escolares, a las prácticas que pautaba la institución, ya que era la actividad deportiva que más se le facilitaba.
Posteriormente, comenzó a jugar béisbol a nivel organizado y lo hizo hasta su último año de juvenil y en éste también tenía ciertas habilidades. Toda esa pasión que tuvo desde pequeño hacia el deporte se veía reflejada en algunas grabaciones que realizaba en casete, en las cuales narraba rudimentariamente la serie mundial y carreras de caballos, viéndose desde niño su inclinación por la narración.
Estaba estudiando Derecho en la Universidad Católica Andrés Bello, cuando se le presentó una oportunidad en Omnivisión Multicanal (1990), quedando seleccionado, luego de una previa prueba, como narrador deportivo de esta planta, convenciéndose y decidiendo con esta experiencia, que eso era lo suyo.
Los conocimientos que poseía del deporte eran los de un aficionado, ya que no había realizado cursos al respecto, porque le encantaba estudiar esta rama por su cuenta. Luego ejecutó talleres de locución y se preocupó en instruirse en inglés, por ser un apoyo muy importante para su carrera.
Escribe desde hace 16 años una columna para Notitarde, un periódico de Valencia, en donde le da cobertura a los entrenamientos primaverales de las Grandes Ligas y en Líder desde hace tres años.
En la Radio se inicia en 1990 en una emisora que se llamaba Ávila FM y luego se va a Unión Radio en el año 1991 y desde la campaña 1993-1994 ha sido narrador del equipo Leones del Caracas, considerándose desde entonces como pupilo de Delio Amado León.
En 1993 ingresó a Venevisión como narrador deportivo. Fernando Arreaza expresó que esta planta ha sido su casa, el lugar donde se ha sentido a gusto, con el que se identificaba, en el cual ha tenido la oportunidad de darse a conocer y donde ha gozado de un trato muy satisfactorio.
Perteneció al personal de narradores y comentaristas de Venevisión desde 1993 hasta 2008, Canal al cual regresó en el año 2010 en el marco de la celebración del  Campeonato Mundial de Fútbol Sudáfrica 2010, hasta el año 2015.
Entre 2008 y 2009 fue narrador deportivo del Canal de televisión por suscripción DirecTV Sports (Venezuela) (anteriormente Meridiano Max).
Desde el 2015 se suma a un nuevo proyecto televisivo, como es el Canal por Cable, IVC Network, donde se transmite la LVBP tanto en Venezuela como internacionalmente y desde el 2016 la temporada de la MLB. Desde hace dos años comparte su actividad profesional entre Estados Unidos (Miami) y Venezuela. Desde marzo de 2017 conduce junto a Alberto "Beto" Ferreiro el programa "Menú Espn", transmitido entre 12 y 1 de la tarde por la Emisora 990 Espn Deportes en Miami, además de ser el ancla de los "Breves de Sportscenter".
A lo largo de su carrera, Fernando Arreaza se ha caracterizado por su estilo alegre y sobrio a la hora de relatar las incidencias de las distintas especialidades. El mejor momento de su carrera fue en el año 2006, cuando en la Serie del Caribe 2006, llevó a través de Venevisión, el momento en el que los Leones del Caracas, equipo representante de Venezuela de dicho torneo, se coronó campeón en un final emocionante ante el equipo de los Tigres del Licey, representantes de la República Dominicana.

## Vida privada
Tiene dos hijos, uno de 22 años que se llama Fernando Enrique y otro de 15 que lleva por nombre Jesús Eduardo, fruto del amor con su esposa Marysabel Vargas, con la que lleva 27 años felizmente casado.

## Frases famosas
- Béisbol

- Va batazo grande por el jardín izquierdo/central/derecho Atrás, atrás, atrás...¡enorrrrmee!...ooooooooooooooooooooooooooolvídenloooo!!!!!, cuadrangular (al narrar un jonrón).
- Se terrrrrminó el juego de pelotaaaa. Victoria para...
- Fuera allí.
- Primer/segundo strike con ese foul.
- La cuenta llega al límite, tres y dos.
- Entrega el primer/segundo/tercer out por la vía del ponche.
- Tiene dominio y hace la jugada para el primer/segundo/tercer out.
- Observa cuidadosamente las señas, Da un vistazo al corredor de segunda.
- Ya inicia sus movimientos...
- Recta/cambio/curva/slider tremenda, le cantaron el tercero y quedó estupefacto.
- Batazo de lìììììneaaaa imparable al jardín central/izquierdo/derecho!
- Doble play la jugada!
- Prepara su próximo lanzamiento... ...ya lo hace!
- Se connnngestionan las almohadillas...
- Momento interesante en el juego de béisbol.
- Momento de verdadera presión y emoción!

- Fútbol

- Y gooooool, señores, gooooooooooooolazooo!!!!!.
- Le pone velocidad al asunto.
- Comienza el recorrido histórico, del juego marcado con el número... (Al iniciar un partido de fútbol:  Mundial de Fútbol, Copa América)